# Borneola variabilis
Borneola variabilis es un coleóptero de la familia Chrysomelidae.
Fue descrita científicamente por primera vez en 1998 por Mohamedsaid.